# Lluís Telm
Lluís Telm (Lleida, Segrià, 15 d'agost de 1548 - Cazalla de la Sierra, Sevilla, 15 d'agost de 1598) fou un monjo cartoixà, prior de la Cartoixa d'Escaladei i fundador de les primeres cartoixes de Portugal. Fou venerat a l'Orde de la Cartoixa, però el seu culte no es consolidà i desaparegué al segle xix.

## Biografia
Nascut a Lleida, ja de jove manifestà voluntat de fer vida religiosa. Es doctorà en els dos drets a l'Estudi General de Lleida. Volent imitar Joan Fort, demanà d'ingressar a la propera cartoixa d'Escaladei, on entrà el 31 d'octubre de 1568, essent-ne prior Miquel Ferran. Ordenat sacerdot, digué la primera missa en 1572. Fou prior d'Escaladei entre 1586 i 1587.
Molt humil, hi portà una vida virtuosa i de penitència. Dedicat a l'estudi, tingué episodis místics com visions de la Mare de Déu, estigmes i èxtasis. Aquests fets, juntament amb la seva habilitat en la direcció espiritual i la capacitat de consell, li donaren en vida fama de persona santa.
Fou elegit per a fundar la Cartoixa de Scala Coeli a Èvora (Portugal). Hi anà en 1587 amb disset monjos i conversos, on fou rebut pel bisbe Teotónio de Bragança i l'any següent obriren la nova cartoixa. En 1591 demanà d'ésser relevat com a prior, i ho obtingué en 1592. Arran d'una malaltia, hagué d'anar a fer una estada a Lisboa, i e contacte amb els nobles de la capital va fer que aquests li proposessin la fundació d'una cartoixa a Lisboa, la de Vale da Misericórdia (a Laveiras), que tingué lloc en 1594. Un cop consolidada, obtingué la llicència per tornar a Escaladei amb l'encàrrec previ de visitar les cartoixes de Castella. Mentre ho feia, morí a la de Cazalla de la Sierra, en 1598, just quan feia cinquanta anys, i fou sebollit al cementiri del monestir.
Deixà un tractat en portuguès, De l'oració mental, preparat per a la impressió, a més d'alguns sermons i escrits espirituals menors.

## Veneració
Aviat es començaren a atribuir miracles a la seva intercessió. A l'orde cartoixà, en general, se'l considerava beat i es commemorava amb ofici de beat. Fora de l'orde, però, no s'incoà el procés de beatificació, essent qualificat de venerable.